# رود موقسو
رود موقسو (به لاتین: Muksu) یک رود در تاجیکستان و ازبکستان است.